# Motorola ROKR E3
Motorola ROKR E3 — GSM/UMTS телефон компании Motorola.
За основу для ROKR E3 практически без изменений была взята платформа E1060. Аппарат так же как и модель E1060 в широкое производство не попал.
Также близкими по аппаратной «начинке» и платформе являются модели Motorola E770, RAZR V3x и E1070.
Основные отличия от E1060:
- Ручная блокировка клавиатуры
- Дополнительные клавиши управления плеером
- Стандартный 3,5 разъём для наушников
- Джойстик для навигации по меню
- Встроенная память 512 мегабайт(существуют образцы и с меньшим объёмом встроенной памяти).

Среди прочих особенностей модели стоит отметить динамически сменяемую подсветку клавиатуры в зависимости от запущенного приложения. Например, если запущен плеер (проигрывается музыка), подсвечивается только «кружок» клавиш управления плеером и навигационные кнопки. В меню изображений, видео, музыки подсвечивается вся клавиатура. В остальных меню телефона не подсвечиваются кнопки управления плеером.
Позже более усовершенствованная технология была применена в моделях ROKR E8 и ZINE ZN5, и получила название «ModeShift».
| Общие характеристики              | Общие характеристики                      |
| --------------------------------- | ----------------------------------------- |
| Диапазоны частот                  | GSM 900/1800/1900, WCDMA 2100             |
| Тип корпуса                       | классический                              |
| Конструкция                       | джойстик                                  |
| Антенна                           | встроенная                                |
| Вес                               | 130 г                                     |
| Размеры                           | 109x53x21 мм                              |
| Звонки                            |                                           |
| Виброзвонок                       | есть                                      |
| Связь                             |                                           |
| Интерфейсы                        | USB, Bluetooth 2.0                        |
| Доступ в интернет                 | WAP, GPRS, POP/SMTP-клиент                |
| Синхронизация с компьютером       | есть                                      |
| Сообщения                         |                                           |
| Дополнительные функции SMS        | ввод текста со словарем                   |
| MMS                               | есть                                      |
| EMS                               | есть                                      |
| Другие функции                    |                                           |
| Громкая связь(встроенный динамик) | есть                                      |
| Управление                        | голосовой набор, голосовое управление     |
| Экран                             |                                           |
| Тип экрана                        | цветной TFT экран, 262144 цветов          |
| Размер изображения                | 240x320 пикс.                             |
| Мультимедийные возможности        |                                           |
| Встроенная фотокамера             | есть (1.30 млн пикс.)                     |
| Запись видеороликов               | есть                                      |
| Аудио                             | MP3-проигрыватель                         |
| Игры                              | есть                                      |
| Java-приложения                   | есть                                      |
| Объем встроенной памяти           | 512Мб                                     |
| Тип карты памяти                  | microSD (TransFlash)                      |
| Питание                           |                                           |
| Тип аккумулятора                  | Li-Ion                                    |
| Время разговора                   | 2:30 ч: мин                               |
| Время ожидания                    | 170:00 ч: мин                             |
| Записная книжка и органайзер      |                                           |
| Органайзер                        | будильник, калькулятор, планировщик задач |

## Похожие модели
- Motorola E1060
- Motorola E1070 | Motorola V1075
- Motorola V1150 | Motorola RAZR V3x
- Motorola ROKR E2